# 学校法人東海高輪学園
学校法人東海高輪学園（がっこうほうじんとうかいたかなわがくえん）とは、1965年に創立された学校法人。過去に、高等学校の1校を設置しており、学校法人東海大学と合併した。

## 沿革
- 1944年 - 財団法人国防理工学園が、電波工業学校と電気通信工学校を開校。
- 1945年 - 財団法人東海学園が、電気通信工学校と電波工業学校を合併し、東海工業学校に校名変更。
- 1947年 - 東海中学校を開校。
- 1948年 - 東海高等学校に校名変更。
- 1952年 - 東海電波高等学校に校名変更。
- 1954年 - 東海中学校を募集停止。
- 1965年 - 学校法人東海大学より分離して、学校法人東海高輪学園が設立認可。
- 1968年 - 東海大学高輪台高等学校に校名変更。
- 1990年 - 東海大学付属高輪台高等学校に校名変更。
- 1990年 - 学校法人を学校法人東海大学に合併。

## 建学の精神
- 若き日に 汝の思想を培え
- 若き日に 汝の体躯を養え
- 若き日に 汝の智能を磨け
- 若き日に 汝の希望を星につなげ

## 旧設置教育機関
- 高等学校
  - 東海大学高輪台高等学校